# Ida Cox
Ida Cox (nascuda Ida Prather, Toccoa, Geòrgia, 25 de febrer de 1896 - Knoxville, Tennessee, 10 de novembre de 1967), fou una cantant i compositora nord-americana de blues i jazz, emblemàtica del període de les cantants de blues femenines dels anys vint. Juntament amb Ma Rainey i Bessie Smith, va fundar el gènere femení del blues.

## Biografia
Ida va créixer a Cedartown, Geòrgia, on cantava al cor de l'església metodista local. Al voltant de 1910, amb tot just 14 anys, va treballar en grups d'espectacles de minstrel show, inclosos els White & Clark Black & Tan Minstrels, Rabbit's Foot Minstrels i els Florida Cotton Blossom Minstrels, de Pete Werley, on va conèixer el seu marit, Adler Cox. Després va fer una gira pel circuit TOBA, i va cantar amb el pianista de jazz Jelly Roll Morton el 1920.
Va gravar els seus primers discos a Chicago el 1923 per a la Paramount. Se l'anomenà The Uncrowned Queen of the Blues, i va tenir immediatament un èxit que es mantingué al llarg de la dècada de 1920. Actuà tot sovint acompanyada per la Lovie Austin Orchestra, que incloïa els músics Tommy Ladnier, Johnny Dodds i Kid Ory. Continuà cantant paral·lelament en espectacles de vodevil al sud i a la costa est. El 1923 es va unir a la companyia del pianista Jesse Crump (1897-1974), amb qui es va tornar a casar el 1927, i va treballar regularment amb l'orquestra de King Oliver. Va fer els seus últims enregistraments a la Paramount l'octubre de 1929, just abans del col·lapse que patí el mercat discogràfic amb per la Gran Depressió.
El 1929 va formar el seu propi conjunt, anomenat Raisin' Cain. Durant la dècada de 1930 va actuar tant amb aquest com amb els de Bessie Smith o Dede i Billie Pierce. L'any 1939, el productor John Hammond va recuperar la seva carrera convidant-la al cicle de concerts From Spirituals to Swing al Carnegie Hall de Nova York, cosa que li va permetre fer els primers enregistraments en deu anys, per a Vocalion i OKeh, on l'acompanyava especialment Charlie Christian i Edmund Hall. Va continuar actuant en clubs i teatres fins a principis dels anys quaranta.
El 1945 un atac de cor va frenar la seva carrera. Després es va traslladar a Buffalo, i a partir de 1949 a casa de la seva filla a Knoxville. Va gravar per última vegada a Nova York el 1961 per a un àlbum amb Coleman Hawkins Quintet a Riverside. Va morir de càncer el 1967.

## Discografia

### Singles principals (78 rpm)
- Weary Way Blues (1923)
- Graveyard Dream Blues (1923)
- Moaning Groaning Blues (1923)
- Wild Women Don't Have The Blues (1924)
- Death Letter Blues (1924)
- Blues Ain't Nothin' Else But! (1924)
- Coffin Blues (1925)
- How Long Daddy How Long (1925), a duet amb Papa Charlie Jackson
- Deep Sea Blues (1939)

### Àlbums
- Blues for Rampart Street, Riverside/ Original Blues Classics (1961)
- Complete Recorded Works, vol. 1, Paramount, 1923, Document Records (1997)
- Complete Recorded Works, vol. 2, Paramount, 1924, Document Records (2000)
- Complete Recorded Works, vol. 3, Paramount, 1925, Document Records (2000)
- Complete Recorded Works, vol. 4, Paramount, 1927, Document Records (2000)
- Ida Cox: The Essentials, Classic Blues (2001)